# Жикішу-де-Сус
Жикішу-де-Сус (рум. Jichișu de Sus) — село у повіті Клуж в Румунії. Входить до складу комуни Жикішу-де-Жос.
Село розташоване на відстані 347 км на північний захід від Бухареста, 37 км на північ від Клуж-Напоки.

## Населення
За даними перепису населення 2002 року у селі проживали 258 осіб, усі — румуни. Усі жителі села рідною мовою назвали румунську.